# ドップ
ドップ (DOPP) は、「ガンダムシリーズ」に登場する架空の兵器。初出は、1979年放送のテレビアニメ『機動戦士ガンダム』。
作中の敵側勢力である「ジオン公国軍」の大気圏内用戦闘機。地球環境の充分なデータがないまま急造されたという設定で、機体の斜め上段にコクピットを配置するなど、現実の航空機にはない独特の形状を持つ。『機動戦士ガンダム』劇中では、緑色の一般機と、茶色に塗装されたジオン軍大佐ガルマ・ザビの専用機が登場する。

## 機体解説
当初、地上侵攻作戦を予定していなかったジオン公国軍が急造した戦闘機。地上作戦が膠着化していくにつれ、国力の乏しいジオン軍の航空主力機として活躍する。
スペースコロニー国家であるジオンの技術者たちは、大気圏内航空機に関するノウハウも試験飛行を行う場所もなく、コンピューターシミュレーションによって本機を開発したとされ、地球上での試験飛行では試作1～4号機までことごとく墜落したと記録されている。確認されている最高速度はマッハ5（テレビ版22話、オスカの報告）。空力特性がきわめて悪い機体を大推力のエンジンと多数の姿勢制御バーニアで強引に飛翔させているため、運動性は高いものの航続距離は短く、運用には母艦となるガウ攻撃空母のサポートが欠かせない。ミノフスキー粒子散布環境下の有視界戦闘を前提に設計されており、操縦席が機体から上方に大きく突出し、視界が広く取られている。
機体色は緑。ガルマ・ザビ専用機は茶色。

### 劇中での活躍
- 地球連邦軍のペガサス級強襲揚陸艦ホワイトベースが地球に降下してから頻繁に登場し、ザクIIなどのモビルスーツ(MS)や主力戦車のマゼラアタックと連携してホワイトベースを追い詰める。ガルマ・ザビも専用ドップに乗り、自ら部隊を率いてガンダムと渡り合う。基本的にやられ役であり、劇中では撃墜されるシーンがほとんどである。第25話では、前日の戦闘で戦死したマッシュの仇を討たんとする黒い三連星とドップ部隊が行動を共にし、マ・クベ軍本陣からホワイトベースまで長距離を移動。ガンダムとホワイトベースを攻撃する。
- 『機動戦士ガンダム 第08MS小隊』では、第4話、第6話、第7話に、ジオン公国軍試作モビルアーマー(MA)「アプサラス」の護衛として登場。第4話ではドップにノリス・パッカード大佐が搭乗し、シロー・アマダ率いる第08MS小隊と交戦する。僚機が陸戦型ガンダムに撃墜され、ノリス機も損傷して撤退する。第6話で登場した1機は、74式ホバートラックの20mmガトリングガンで撃墜される。第7話では再びノリスが搭乗し、アプサラスII捜索に従事。ジェット・コア・ブースターを空戦の末に撃墜するが、僚機も撃墜される。
- 『機動戦士ガンダム MS IGLOO 2 重力戦線』では、現実のジェット戦闘機を参考にしたよりリアルな航空機描写を付加して描かれている。第1話では、赤外線誘導地対空ミサイルを回避するためフレアを射出するが、1機が回避しきれず撃墜される。
- 漫画『機動戦士ガンダム THE ORIGIN』では「ガルマ編」〜「オデッサ編」にかけて登場。「ガルマ編」ではキム伍長のガンタンクにミサイルを直撃させて撃破する。「ジャブロー編」及び「オデッサ編」においてはガウ級の護衛やパトロールを務め、オデッサ作戦直前にはヴァン湖付近の上空で飛行訓練中だったセイラ・マス搭乗のコア・ファイター及びスレッガー・ロウ搭乗のコア・ブースターと空戦を行う。機体の性能差で圧倒されるが、セイラ機に帰投不可能な損傷を与えている。(その後、ヴァン湖の浅瀬に不時着し事なきを得ている。)
- 漫画『機動戦士ガンダム0079』では、通常機の他、翼を大型化した機体がジャブロー攻略戦において気化爆弾を使用。擬装林を焼き払い宇宙船ドックのメインベイハッチを露出させ、ガウ爆撃の先導役も果たす。
- 小説版『機動戦士ガンダム』では、ガルマ率いるガウ搭載の宇宙戦闘機として登場。装備しているリム対艦ミサイルによってペガサスを襲撃するが、迎撃で多数が撃墜され、母艦（ガウ）3隻を撃沈されて撤退する。

### 商品化
メインでガンダムと交戦した敵メカでガンプラブーム時に唯一プラモデル化されなかった。当時、森永製菓製の食玩「機動戦士ガンダム ミルクキャラメル」で商品化され、スケールは1/144（この食玩はアイテムごとにスケールが異なり、1/144と設定されたのはドップのみ）。
その後十数年経過して、「MS IN ACTION」の「ドズル専用ザクII」や超合金の「可動戦士ザク」に完成品モデルが付属した後に、EXモデルの第4弾として正式なプラモデルがリリースされた。1/100スケールと1/144スケールのセットで、商品名は「ドップファイター」とされた。

## バリエーション
ドップ改
書籍『MS ERA 0001〜0080 ガンダム戦場写真集』において多数登場している機体だが、あくまでもリファイン版であり、別機種という訳ではない。デザインは『機動戦士ガンダム0080 ポケットの中の戦争』のために出渕裕が描いたものの劇中には使用されなかったラフ画稿を元にしているが、キャノピーの下に窓を有し、下部垂直尾翼はオミットされ、主翼の形状も異なる。
ドップII
漫画『機動戦士ガンダムΖΖ外伝 ジオンの幻陽』の単行本下巻の巻末ページで、大河原邦男によるドップの設定画を「ドップII」として紹介しているが、作品中に通常のドップはまったく登場しないため、同作品におけるアレンジされた形状のドップがそれに該当すると考えられる。デザインはドップ改のラフ画稿ほぼそのままで、下部垂直尾翼を二つ有し、キャノピーの下部の窓がオミットされている。また同漫画の劇中では、翼下にミサイルを懸架した本機が、エンドラ級巡洋艦インドラに配備され、ニューヤーク攻略作戦において戦線に投入された様子が確認できる。
リトル・ドップ　
『MSV-R』に登場する、グフ複合試験型に内蔵された機体。ジオン版コア・ファイターとして作られたのではないかと推測されている。

## 備考
Wikipediaの当記事に掲載されていた型式番号「DFA-03」は、個人のウェブサイトで創作された非公式設定が無断転載されたものである。ただし『ガンダムエース』誌に掲載された外伝作品、『U.C.HARD GRAPH』小説版での使用が確認されており、設定として取り入れられている可能性がある。